# سیارک ۳۳۹۹
سیارک ۳۳۹۹ (به انگلیسی: 3399 Kobzon، نامگذاری:1979SZ9) سه هزار و سیصد و نود و نهمین سیارک کشف شده‌است که در ۲۲ سپتامبر ۱۹۷۹ کشف شد.
قدر مطلق سیارک برابر ۱۲٫۵۰ است.